# Терхатхум (район)
Терхатхум (непальск. तेह्रथुम जिल्ला) — один из 75 районов Непала. Входит в состав зоны Коси, которая, в свою очередь, входит в состав Восточного региона страны.
Граничит с районом Дханкута (на юго-западе), районом Санкхувасабха (на северо-западе), районом Тапледжунг (на северо-востоке) и районом Панчтхар (на юго-востоке).
Население по данным переписи 2011 года составляет 101 577 человек, из них 47 151 мужчина и 54 426 женщин. По данным переписи 2001 года население насчитывало 113 111 человек.